# Quân cơ đại thần

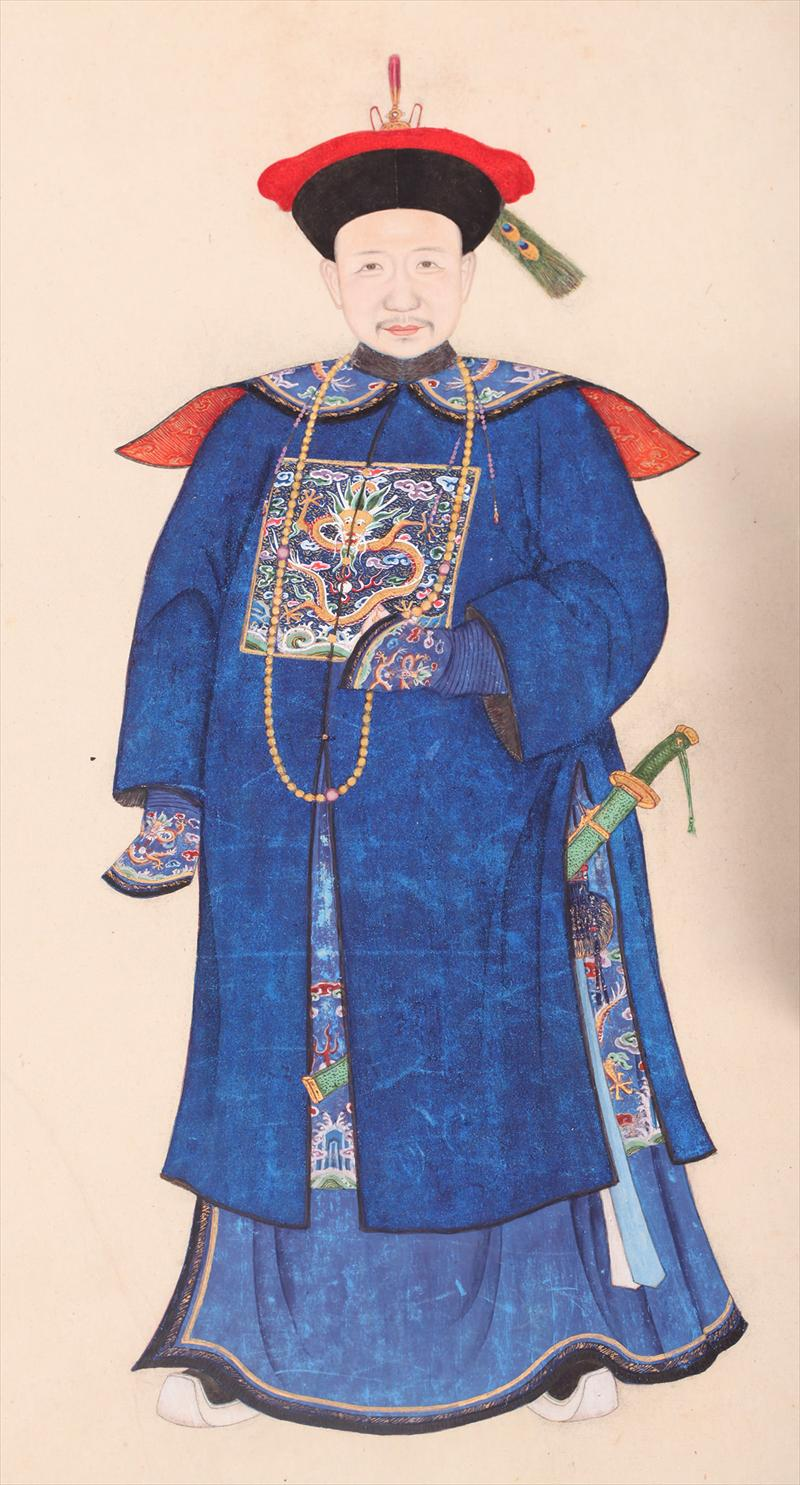
Hòa Thân - một trong các Quân cơ đại thần cuối thời Càn Long.

Quân cơ đại thần (phồn thể: 軍機大臣; giản thể: 军机大臣; tiếng Mãn: ᠴᠣᡠᡥᠠᡳ
ᠨᠠᠰᡥᡡᠨ ᡳ 
ᠠᠮᠪᠠᠨ, Möllendorff: cooha i nashūn i amban) là một nhóm quan viên thuộc Quân cơ xứ của nhà Thanh.
Đây là một dạng hội đồng, tập hợp các quan viên cao cấp chuyên thảo luận và bẩm báo những việc cơ mật nhất với Hoàng đế. Do đó, đây không phải tên chức quan, người tham dự vào cũng không quy định trước giới hạn mà tùy vào Hoàng đế giao trọng trách hay không mà thôi.

## Khái quát
Thanh triều noi theo Minh triều, thực hành quân chủ tập quyền, không thiết lập Tể tướng. Vào đời Ung Chính, do Hoàng đế yêu cầu thành lập một hội đồng đối phó hải chiến, mà lập nên Quân cơ xứ. Sau đó, cơ quan này không còn chỉ trong phạm vi quân sự, mà còn phụ trách cố vấn và thảo luận những chuyện cơ mật cho Hoàng đế. Vị đại thần Quân cơ xứ đầu tiên là Di Thân Vương Dận Tường, tiếp theo đó là Ngạc Nhĩ Thái.
Từ khi Quân cơ xứ thành lập, Quân cơ đại thần vị trí trọng yếu, vượt trên Nội các Đại học sĩ, là một Tể tướng thực tế của triều đình nhà Thanh. Nhưng đây chỉ là một dạng nhóm quan viên, không có sự ưu việt về quan hàm và đãi ngộ, quyền lực của Quân cơ đại thần hoàn toàn quyết định bởi sự tín nhiệm của Hoàng đế, nếu bất tín nhiệm thì có thể bị bãi miễn rất dễ dàng, không như cách đặt Tể tướng ở các triều trước. Đến triều Tuyên Thống, lập nên Nội các Tổng lý đại thần, thay thế vai trò Quân cơ đại thần.

## Biên chế
Biên chế của Quân cơ xứ, quy định từ Thân vương, Đại học sĩ, Thượng thư đến Thị lang đều có thể gia nhập Quân cơ đại thần. Tuy số người luôn không có định mức thật sự, song thường chỉ có sáu người hoặc bảy người.
Đứng đầu Quân cơ xứ gọi là 「Thủ tịch Quân cơ đại thần; 首席軍機大臣」 hay 「Lĩnh ban Quân cơ đại thần; 領班軍機大臣」, nhưng không có danh nghĩa chính thức. Ngoài ra, còn có các tán hàm khác có thể tiếp cận Quân cơ xứ tuy chưa thực sự là Quân cơ đại thần, có Quân cơ đại thần Hành tẩu (軍機處行走), Quân cơ đại thần Thượng hành tẩu (軍機大臣上行走) và Quân cơ đại thần Học tập hành tẩu (軍機大臣上學習行走). Trong đó, Quân cơ đại thần Hành tẩu khởi thủy triều Gia Khánh nhưng rất ít khi sử dụng, có Cung Thân vương Dịch Hân từng được cấp qua hàm này. Ngoài ra, còn có một loại Quân cơ chương kinh Hành tẩu (軍機章京上行走), là các quan viên có trách nhiệm giúp đỡ các Quân cơ đại thần xử lý công văn sự vụ.